# Ante (rivière du Calvados)
Pour les articles homonymes, voir Ante.
L'Ante est une rivière française coulant dans le département du Calvados, et un affluent du fleuve la Dives.

## Géographie
La longueur de son cours est de 20,5 kilomètres.
L'Ante prend sa source à Martigny-sur-l'Ante, à 218 mètres d'altitude, au lieu-dit le Grand Chemin et se jette dans la Dives à Morteaux-Coulibœuf, à 43 mètres d'altitude, près du lieu-dit la Maison Tringat. 

### Communes et cantons traversés
Dans le seul département du Calvados, l'Ante traverse les neuf communes suivantes, dans trois cantons, dans le sens amont vers aval, de Martigny-sur-l'Ante (source), Saint-Martin-de-Mieux, Noron-l'Abbaye, Falaise, Versainville, Eraines, Damblainville, Villy-lez-Falaise, Morteaux-Coulibœuf.
Soit en termes de cantons, l'Ante prend sa source dans le canton de Falaise-Nord, traverse le canton de Falaise-Sud et conflue dans le canton de Morteaux-Coulibœuf, le tout dans l'arrondissement de Caen.

## Toponyme
L'Ante a donné son hydronyme à la commune de Martigny-sur-l'Ante.

### Bassin versant
Le bassin de l'Ante occupe le centre-ouest du bassin de la Dives, entre les bassins d'autres affluents que sont le Laizon au nord-ouest, la rivière de Perrières au nord-est et le Trainefeuille au sud-est. À l'ouest, le bassin avoisine celui l'Orne par ceux de ses affluents la Laize au nord-ouest, et la Baize au sud-ouest. Le bassin versant est de 56 km2.

### Organisme gestionnaire
L'organisme gestionnaire est le SMBD ou Syndicat Mixte du Bassin de la Dives, sis à Saint-Pierre-sur-Dives.

## Affluents
Aucun des affluents de l'Ante ne dépasse les 5 km, le seul notable étant le ruisseau de Noron (rg), (4,3 km) qui conflue entre Noron-l'Abbaye et Saint-Martin-de-Mieux, avec un affluent le ruisseau de Frégis (rg), (1 km et donc de rang de Strahler deux.

### Rang de Strahler
Donc l'Ante est de rang de Strahler trois par le ruisseau de Noron et le ruisseau de Frégis.

## Hydrologie
Une station de la base Hydro de l'Office national de l'eau et des milieux aquatiques est implantée à Eraines : pour un bassin de 37,3 km2, le module est de 0,70 m3/s.

## Vallée de l'Ante
- Chapelle de Saint-Vigor-de-Mieux (Saint-Martin-de-Mieux).
- Château Guillaume-le-Conquérant, château de la Fresnaye.
- Église de la Trinité, église Saint-Gervais-Saint-Protais et église Saint-Laurent à Falaise.
- Château de Blocqueville à Morteaux-Coulibœuf.
- Moulin d'Eraines.